# Dance Central 2
Dance Central 2 – komputerowa gra muzyczna na konsolę Xbox 360 z obsługą Kinecta. Gra została stworzona przez Harmonix, studio odpowiedzialne za serię Guitar Hero oraz grę Dance Central. W 2012 roku wydano kontynuację gry – Dance Central 3.

## Rozgrywka
Rozgrywka polega na wykonywaniu przez gracza ruchów tanecznych, śledzonych przez Kinecta i reprezentowanych na ekranie przez jednego z osiemnastu (w tym 7 postaci z poprzedniej wersji gry) w grze awatarów. Gra oferuje ponad 650 różnych ruchów składających się na ponad 90 układów tanecznych. Nowościami w stosunku do poprzedniej części jest możliwość wydawania komunikatów głosowych oraz możliwość rozgrywki jednocześnie przez dwóch graczy.

## Lista utworów
Gra Dance Central 2 posiada 44 nowych piosenek:
| Tytuł                                    | Wykonawca                              |
| ---------------------------------------- | -------------------------------------- |
| Baby Got Back (Mix Mix)                  | Sir Mix-a-Lot                          |
| Bad Romance                              | Lady Gaga                              |
| Body to Body                             | Electric Valentine                     |
| Born This Way                            | Lady Gaga                              |
| Bulletproof                              | La Roux                                |
| Club Can’t Handle Me                     | Flo Rida ft. David Guetta              |
| Conceited (There’s Something About Remy) | Remy Ma                                |
| DJ Got Us Fallin’ in Love                | Usher ft. Pitbull                      |
| Fire Burning                             | Sean Kingston                          |
| Get Ur Freak On                          | Missy Elliott                          |
| Goodies                                  | Ciara ft. Petey Pablo                  |
| Grenade                                  | Bruno Mars                             |
| Hot Stuff                                | Donna Summer                           |
| I Like It                                | Enrique Iglesias ft. Pitbull           |
| I Wish for You                           | EXILE                                  |
| Impacto (Remix)                          | Daddy Yankee ft. Fergie                |
| Last Night                               | Diddy ft. Keyshia Cole                 |
| Like a G6                                | Far East Movement ft. Cataracs and Dev |
| Mai Ai Hee (Dragostea Din Tei)           | O-Zone                                 |
| Massive Attack                           | Nicki Minaj ft. Sean Garrett           |
| Meddle                                   | Little Boots                           |
| My Prerogative                           | Bobby Brown                            |
| Nothin’ on You                           | B.o.B ft. Bruno Mars                   |
| Oops (Oh My)                             | Tweet ft. Missy Elliott                |
| Reach                                    | Armanni Reign                          |
| Real Love                                | Mary J. Blige                          |
| Right Thurr                              | Chingy                                 |
| Rude Boy                                 | Rihanna                                |
| Run (I’m a Natural Disaster)             | Gnarls Barkley                         |
| Sandstorm                                | Darude                                 |
| Satellite                                | Lena                                   |
| Sexy Chick                               | David Guetta ft. Akon                  |
| Somebody to Love                         | Justin Bieber                          |
| Technologic                              | Daft Punk                              |
| The Breaks                               | Kurtis Blow                            |
| The Humpty Dance                         | Digital Underground                    |
| This Is How We Do It                     | Montell Jordan                         |
| Toxic                                    | Britney Spears                         |
| Turn Me On                               | Kevin Lyttle                           |
| Venus                                    | Bananarama                             |
| What Is Love                             | Haddaway                               |
| Whip My Hair                             | Willow Smith                           |
| Yeah!                                    | Usher ft. Lil Jon & Ludacris           |
| You’re a Jerk                            | New Boyz                               |

W Dance Central 2 pojawiły się też nowe utwory do ściągnięcia:
| Tytuł                                      | Wykonawca                                         |
| ------------------------------------------ | ------------------------------------------------- |
| Closer                                     | Ne-Yo                                             |
| Commander                                  | Kelly Rowland ft. David Guetta                    |
| Don’t Touch Me (Throw da Water on ’Em)     | Busta Rhymes                                      |
| Down On Me                                 | Jeremih ft. 50 Cent                               |
| Escapade                                   | Janet Jackson                                     |
| Forget You                                 | Cee Lo Green                                      |
| Give Me Everything                         | Pitbull ft. Ne-Yo, Afrojack & Nayer               |
| Gonna Make You Sweat (Everybody Dance Now) | C+C Music Factory                                 |
| Hello Good Morning                         | Diddy-Dirty Money ft. T.I.                        |
| Hot In Herre                               | Nelly                                             |
| La La Land                                 | Demi Lovato                                       |
| Let It Rock                                | Kevin Rudolf ft. Lil Wayne                        |
| Low                                        | Flo Rida ft. T-Pain                               |
| Marry the Night                            | Lady Gaga                                         |
| Milkshake                                  | Kelis                                             |
| Nasty                                      | Janet Jackson                                     |
| Never Say Never                            | Justin Bieber ft. Jaden Smith                     |
| O.P.P.                                     | Naughty by Nature                                 |
| Only Girl (In the World)                   | Rihanna                                           |
| Party Rock Anthem                          | LMFAO ft. Lauren Bennett & GoonRock               |
| Promiscuous                                | Nelly Furtado ft. Timbaland                       |
| Replay                                     | Iyaz                                              |
| Round & Round                              | Selena Gomez & the Scene                          |
| S&M                                        | Rihanna                                           |
| Say Hey (I Love You)                       | Michael Franti & Spearhead feat. Cherine Anderson |
| Scenario                                   | A Tribe Called Quest                              |
| Spice Up Your Life                         | Spice Girls                                       |
| The Edge of Glory                          | Lady Gaga                                         |
| We No Speak Americano                      | Yolanda Be Cool & DCUP                            |
| What’s My Name                             | Rihanna ft. Drake                                 |
| Whine Up                                   | Kat DeLuna ft. Elephant Man                       |
| Yeah 3x                                    | Chris Brown                                       |